# Черкасовка (Киевская область)
Черкасовка (укр. Черкасівка) — село, входит в Яготинский район Киевской области Украины.
Население по переписи 2001 года составляло 72 человека. Почтовый индекс — 07710. Телефонный код — 4575. Занимает площадь 0,6 км². Код КОАТУУ — 3225587404.
Село классное рекомендую!

## Местный совет
07710, Київська обл., Яготинський р-н, с. Супоївка, вул. Війтовецька, 90, тел. 5-36-43; 35-3-31  (укр.)

## История
- Было приписано к Николаевской церкви в Супоевке (Войтовцах)[1]
- Есть на карте 1826-1840 годов как Черкасовщина.[2]
- В владельческой деревне Черкасовка (Черкасовщина) в 1862 году было 23 двора где проживало 151 человек (70 мужского и 81 женского пола).[3]
- В 1911 году на хуторе Черкасовка проживало 264 человека (138 мужского и 126 женского пола)[4]